# Jean-François Delmas
Jean-François Delmas (ur. 14 kwietnia 1861 w Lyonie, zm. 29 września 1933 w Saint-Alban-de-Montbel) – francuski śpiewak operowy, bas-baryton.

## Życiorys
Studiował w Konserwatorium Paryskim u Romaina Bussine’a i Louisa-Henri Obina. Studia ukończył w 1886 roku z I nagrodą. W tym samym roku jako St-Bris w Hugonotach Giacomo Meyerbeera debiutował na deskach Opéra de Paris, z którą związany był do 1927 roku. Należał do największych głosów epoki grand opéra, wykonywał role w dziełach kompozytorów francuskich oraz dramatach muzycznych Richarda Wagnera. Uczestniczył w wielu prapremierach, m.in. Le Mage (1891) i Thaïs (1894) Masseneta, Astarte Leroux (1901), Les Barbares Saint-Saënsa (1901) i Le Fils de l’etoile Erlangera (1904).